# 相馬計二
相馬 計二（そうま けいじ、1933年7月27日-　）は、日本の司法書士。元官僚。専門は、不動産登記法。紀尾井司法・調査士合同相馬司法事務所代表。秋田県出身

## 略歴
1958年法務省(東京法務局)行政職に任官。1960年3月中央大学法学部中退（後に、特別卒業者として卒業者に与えられる「学員」となり、学員会に所属）。1963年登記官に任官。1969年司法書士試験に合格。1970年東京司法書士会に登録、相馬司法事務所を開業。1974年全国青年司法書士連絡協議会2代会長。2001年特定非営利法人日本不動産登記決裁保証システム開発機構理事長に就任(2013年まで)。2003年より桐蔭横浜大学法学部客員教授（不動産登記法を担当）。元マンション管理士試験委員。現在、司法構造研究会代表、不動産取引紛争事例当調査研究委員会委員、宅建実務講習講師、日本マンション学会理事、社団法人政府資料等普及調査会監事なども務める。この他、中京法律専門学校非常勤講師（1992年～1999年）も務めた。

## エピソード
- 文化放送のオハヨー! 日本列島で、法律家の1人として5年間「土地建物何でも相談室」というコーナーも務めた。[2]

## 業績
著書
- 高辻秀興, 前川俊一編『不動産学の基礎』（分担執筆, 放送大学教育振興会, 1997年）
- 『登記交渉人への道』（中央公論事業出版, 2004年）

主な論文
- 「情報ネットワーク 各界情報 不動産取引情報の一元的管理システム その評価と課題」（マンション学 8号, 1999年）
- 「実務法学、行政改革の視点から見た士像の在り方 (特集 新しい司法書士像)」（法律文化 13巻5号, 2001年）
- 「不動産証券化と信託登記の機能 (特集 わかりやすい信託法)」（月報司法書士 400号, 2005年）
- 「21世紀IT社会と中間省略登記論 (〔日本マンション学会〕北海道大会特集号) -- (第1分科会 不動産の中間省略登記論)」（マンション学 24号, 2006年）
- 「公共施設と一体的複合建築物(ビル・マンション)の分析と敷地利用権 (特集 不動産登記の進化と深化)」（土井健と共同執筆, 市民と法 67巻, 2011年）